# Stanisław Furmanik
Stanisław Furmanik (ur. 20 czerwca 1896 w Saratowie, zm. 11 maja 1972 w Warszawie) – polski teoretyk literatury, krytyk literacki, tłumacz i wykładowca akademicki.

## Życiorys

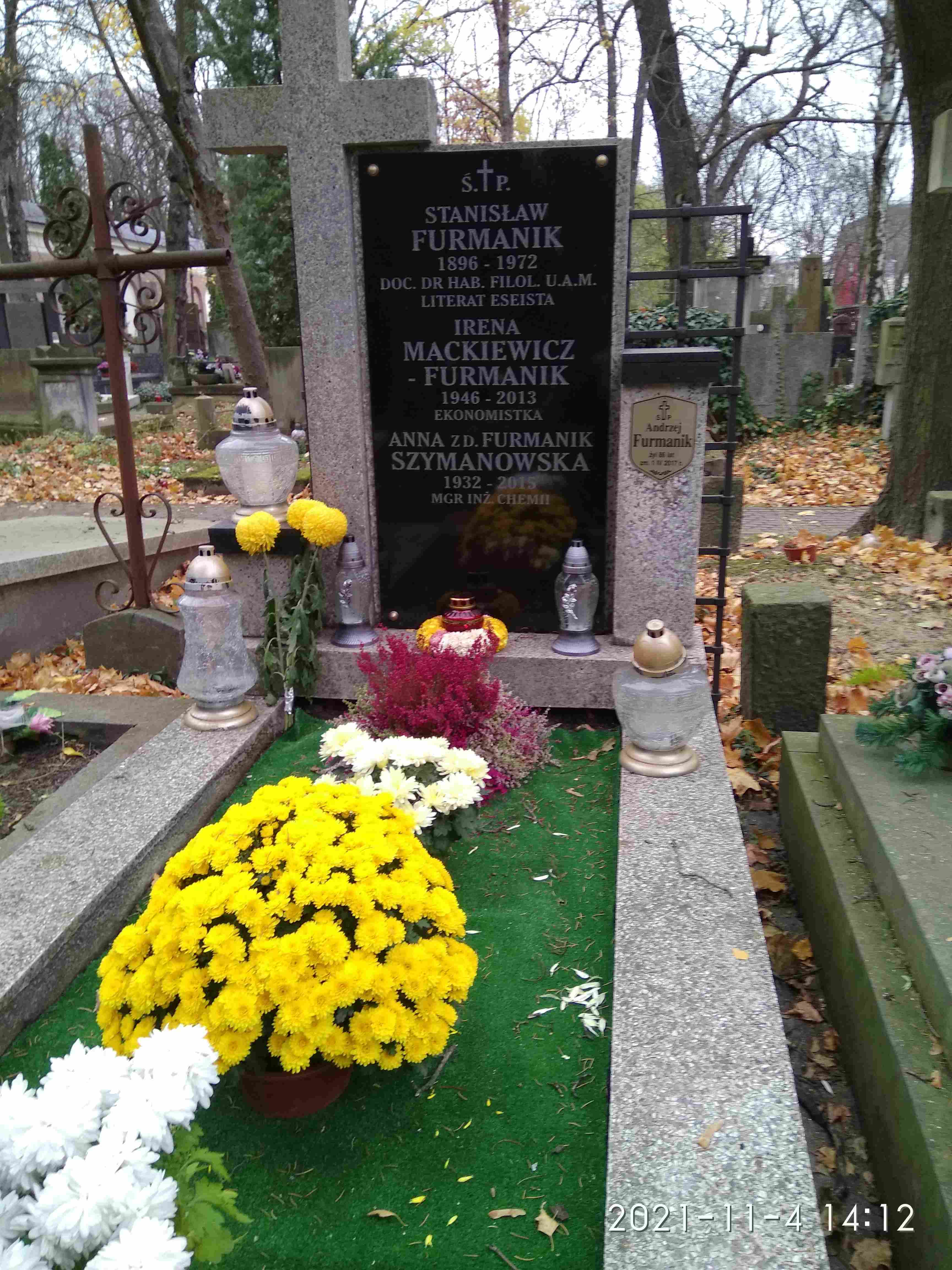
Nagrobek Stanisława Furmanika i jego rodziny na cmentarzu Stare Powązki, stan z dnia 4 listopada 2021 (w alejce prostopadłej do Alei Zasłużonych na wysokości grobów Rodziewiczówny, Janowskiego i Bułhaka

Urodził się 20 czerwca 1896 w Saratowie. Jego ojciec Józef był kompozytorem muzyki organowej, organistą i pedagogiem.
W młodości Stanisław Furmanik podjął studia z muzykologii. Następnie w latach 1917–1922 odbył na Uniwersytecie Warszawskim studia z polonistyki i romanistyki, po czym podjął pracę jako nauczyciel gimnazjalny, m.in. w latach 1936–1937 uczył języka polskiego w Gimnazjum Władysława Giżyckiego w Warszawie.
W latach 1930–1936 wykładał w Wyższej Szkole Dziennikarskiej w Warszawie. W latach 30. był pracownikiem Wydziału Sztuki Ministerstwa Wyznań Religijnych i Oświecenia Publicznego w Warszawie. Od 1949 roku był nauczycielem akademickim: od 1957 roku jako docent w Katedrze Literatury Polskiej na Uniwersytecie im. Adama Mickiewicza w Poznaniu. Prowadził tam między innymi konwersatoria z literatury polskiej XX wieku, prowadził też seminarium magisterskie, z zakresu poetyki historycznej. Podczas swej pracy na UAM zajmował się również twórczością Prusa (między innymi jako promotor pracy Edwarda Pieścikowskiego dotyczącej powieści Lalka). Edward Balcerzan we wspomnieniu pośmiertnym podkreślił, że: „Jako pedagog był zdecydowanym przeciwnikiem wiedzy encyklopedycznej: koncentrował się wokół kilku problemów wybranych – uczył lektury wielokrotnej, zwolnionej, dokładnej, prowadzącej nie tyle ku bezbrzeżnym obszarom «wpływów i zależności», ile w głąb utworu, w najgłębsze struktury znaczeń i walorów estetycznych”.

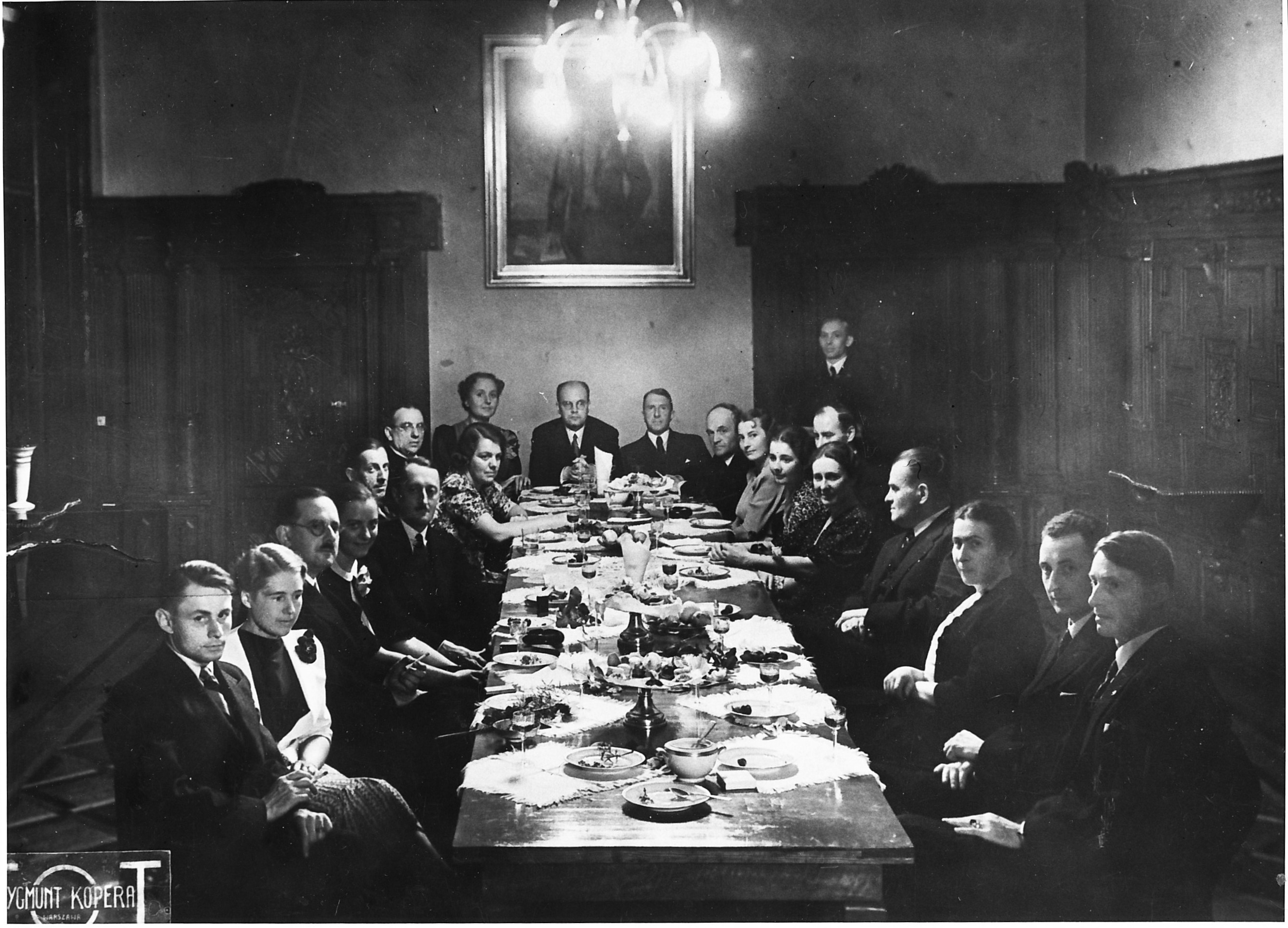
Stanisław Furmanik – szósty z lewej – na Zebraniu Wydziału Sztuki Ministerstwa W.R.i O.P., Warszawa, 1938 – zdjęcie udostępnione dzięki uprzejmości Barbary Vetulani, żony Armanda Vetulaniego

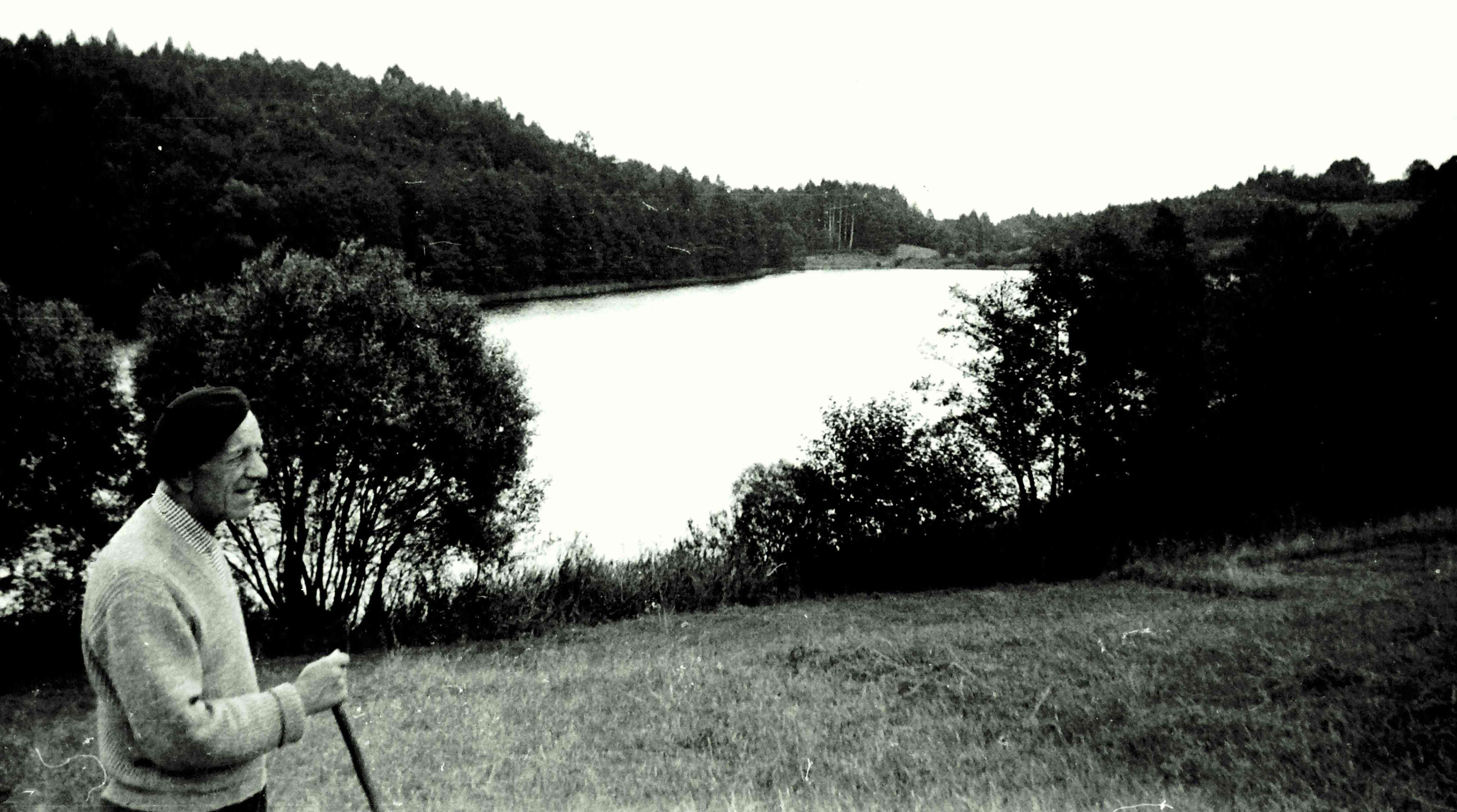
Stanisław Furmanik na wycieczce – w drodze ze Smolnik (północna Suwalszczyzna) nad jezioro Hańcza, wakacje, sierpień 1967

W latach powojennych współpracował z Wyższą Szkołą Filmową w Łodzi. Od 1958 roku był jednym z redaktorów Słownika języka polskiego Polskiej Akademii Nauk pod redakcją Witolda Doroszewskiego. Zajmował się również przekładami z literatury rosyjskiej.
Do jego głównych zainteresowań badawczych należały zagadnienia wersyfikacji polskiej. Ich przegląd stanowił opublikowany w 1967 roku tom Słowo i obraz, na który złożyły się niektóre jego opracowania z poprzednich lat. Zainteresowania Stanisława Furmanika obejmowały ponadto szeroki obszar zagadnień filozoficznych, m.in. dotyczących sposobów pojmowania czasu na przestrzeni dziejów (czas cykliczny – czas linearny) oraz pochodzenia rodzaju ludzkiego (monofiletyzm – polifiletyzm).
Zmarł 11 maja 1972 w Warszawie i został pochowany na warszawskim Cmentarzu Powązkowskim.

## Publikacje
- Próba wyznaczenia przedmiotu muzyki, „Kwartalnik Muzyczny”, 1929;
- Podstawy wersyfikacji polskiej – Nauka o wierszu polskim, Warszawa-Kraków 1947, wyd. E. Kuthan;
- O sylabotonizmie, „Pamiętnik Literacki”, 1956, 47/2, s. 448–460;
- O interpunkcji w drukach staropolskich. „Pamiętnik Literacki”, 46/4;
- Z zagadnień wersyfikacji polskiej, Warszawa 1956, wyd. PWN;
- Krzysztof Niemirycz: Bajki Ezopowe, opracował Stanisław Furmanik, wyd. Ossolineum, 1957;
- Zarys deklamatoryki, Warszawa 1958;
- Słowo i obraz (wybór prac teoretycznych), Wydawnictwo Poznańskie, Poznań 1967.